# Haus Unser Lieben Frauen Kirchhof 15
Das Büro- und Geschäftshaus Haus Unser Lieben Frauen Kirchhof 15 befindet sich in Bremen, Stadtteil Mitte, Ortsteil Altstadt, Unser Lieben Frauen Kirchhof 15 Ecke Sögestraße 21/Queerenstraße. Das Haus entstand um 1900. 
Es steht seit 1973 unter Bremer Denkmalschutz.

## Geschichte
Das fünfgeschossige, verputzte Haus wurde um 1900 in bester städtischer Lage als Wohn- und Geschäftshaus im Stil des Historismus gebaut. Es ist gestalterisch sehr differenziert und verspielt mit seinem Giebel zur Sögestraße, den zwei Erkern an den Ecken, mit den Zwiebelhauben, zwei dreigeschossigen Erkern und dem Zwerchgiebel an der Längsfront.

Heute (2018) sind im Erdgeschoss Geschäfte und in den Obergeschossen zumeist Büros untergebracht.